# Duras: Duchamp

Duras : Duchamp est un album de John Zorn composé de deux parties qui rendent respectivement hommage à Marguerite Duras et à Marcel Duchamp. Les deux parties sont jouées chacune par un ensemble de musiciens différents sous la direction de John Zorn. Il est sorti en 1997 sur le label Tzadik, dans la série Composer consacrée à la musique classique contemporaine. 

## Titres
|       | 'Duras'                               |       |
| 1.    | Premiere Livre                        | 14:41 |
| 2.    | Deuxième Livre                        | 0:51  |
| 3.    | Troisième Livre                       | 16:46 |
| 4.    | Epilogue                              | 1:46  |
|       | 'Étant Donnés'                        | 13:17 |
| 5a.   | 69 Paroxyms for Marcel Duchamp: 1-43  | 8:00  |
| 5b.   | 69 Paroxyms for Marcel Duchamp: 44-57 | 3:15  |
| 5c.   | 69 Paroxyms for Marcel Duchamp: 58-69 | 2:02  |
| 60:38 |                                       |       |

## Personnel
- Christine Bard – percussion (1-4)
- Anthony Coleman – piano (1-4)
- Cenovia Cummins – violon (1-4)
- Mark Feldman – violon
- Erik Friedlander – violoncelle (5)
- John Medeski – orgue (1-4)
- Jim Pugliese – percussion